# Liste der Biografien/Beli
Liste der Biografien |
Portal Biografien |
Personensuche
# |
A |
B |
C |
D |
E |
F |
G |
H |
I |
J |
K |
L |
M |
N |
O |
P |
Q |
R |
S |
T |
U |
V |
W |
X |
Y |
Z |
?
 
Ba |
Be |
Bd |
Bg |
Bh |
Bi |
Bj |
Bl |
Bm |
Bn |
Bo |
Br |
Bs |
Bu |
Bw |
By |
Bz
 
Bea–Beb |
Bec |
Bed |
Bee |
Bef |
Beg |
Beh |
Bei |
Bej |
Bek |
Bel |
Bem |
Ben |
Beo |
Bep |
Beq |
Ber |
Bes |
Bet |
Beu |
Bev |
Bew |
Bex |
Bey |
Bez
 
Bela |
Belb |
Belc |
Beld |
Bele |
Belf |
Belg |
Belh |
Beli |
Belj |
Belk |
Bell |
Belm |
Beln |
Belo |
Belp |
Belq |
Belr |
Bels |
Belt |
Belu |
Belv |
Belw |
Bely |
Belz
Die Liste der Biografien führt alle Personen auf, die in der deutschsprachigen Wikipedia einen Artikel haben. Dieses ist eine Teilliste mit 88 Einträgen von Personen, deren Namen mit den Buchstaben „Beli“ beginnt.

## Beli
- Beli, Milan (1931–2019), jugoslawischer Schauspieler
- Beli-Genc, Julijana (* 1952), serbische Germanistin

### Belia
- Beliakova, Anna (* 1968), Schweizer Mathematikerin
- Belian, Alfred (1873–1946), deutscher Jurist und Kommunalpolitiker
- Belian, Oskar (1832–1918), deutscher Gutsbesitzer, Bürgermeister von Allenstein
- Béliard, Édouard (1832–1912), französischer Maler des Impressionismus
- Beliavsky, Alexander (* 1953), ukrainisch-slowenischer Schachgroßmeister
- Beliayeva, Xenia (* 1980), russisch-deutsche Electro-Musikerin und bildende Künstlerin

### Belib
- Belibaste, Wilhelm († 1321), französischer Katharer

### Belic
- Belić, Danilo (* 1980), serbischer Fußballspieler
- Belić, Jordanka (* 1964), serbische Schachspielerin
- Belić, Luka (* 1988), kroatischer Tennisspieler
- Belić, Milan (* 1977), serbischer Fußballspieler
- Belić, Saša (* 1981), kroatischer Eishockeyspieler
- Belić, Svetomir (1946–2002), jugoslawischer Boxer
- Belic, Tomáš (* 1978), slowakischer Fußballspieler
- Belić, Vanja (* 1983), kroatischer Eishockeyspieler
- Belicchi, Andrea (* 1976), italienischer Automobilrennfahrer
- Belich, James (* 1956), neuseeländischer Historiker
- Belichick, Bill (* 1952), amerikanischer FootballtrainerBill Belichick (* 1952)

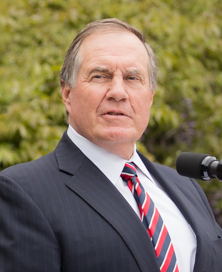
Bill Belichick (* 1952)

- Belicke, Kurt (1929–1993), deutscher Schriftsteller und Drehbuchautor

### Belid
- Bélidor, Bernard de († 1761), französischer Militär-Ingenieur und -Architekt

### Belie
- Beliën, Dirk (* 1963), belgischer Filmregisseur
- Beliën, Yvon (* 1993), niederländische Volleyballspielerin
- Bélier, Gaston (1863–1938), französischer Organist
- Bélier, Sandrine (* 1973), französische Politikerin, MdEP

### Belig
- Beligratis, Pavlos (* 1977), griechischer Beachvolleyballspieler

### Belih
- Belihu, Andamlak (* 1998), äthiopischer Langstreckenläufer

### Belii
- Belîi, Adrian (* 1975), moldauischer Mediziner, Hochschullehrer und Politiker (PAS)

### Belik
- Bělík, Jakub (* 2002), tschechischer Hochspringer
- Belik, Janos (1943–2021), ungarischer Basketballspieler
- Bělík, Martin (* 1967), tschechischer Basketballspieler
- Belik, Wera Lukjanowna (1921–1944), sowjetische Bomberpilotin
- Belikow, Igor Alexejewitsch (1941–2015), sowjetischer Offizier und Ehrenbürger von Magdeburg
- Belikow, Waleri Alexandrowitsch (1925–1987), sowjetischer Armeegeneral
- Beliktay, Can (* 2004), österreichischer Fußballspieler

### Belim
- Belimarković, Jovan (1828–1906), serbischer General und Staatsmann
- Belimbasaki, Maria (* 1991), griechische Leichtathletin, Sprinterin

### Belin
- Belin, Édouard (1876–1963), französischer Erfinder
- Belin, François Alphonse (1817–1877), französischer Orientalist
- Belin, Jean-Baptiste (1653–1715), französischer Maler
- Belina (1925–2006), jüdische Folk-Sängerin
- Belina, Bernd (* 1972), deutscher Geograph und kritischer Stadtforscher
- Bělina, Karel (* 1947), tschechischer Bergsteiger
- Belina-Wesierski, Albin (1812–1875), polnischer Gutsbesitzer und Mitglied des Herrenhauses
- Belinda, spanisch-mexikanische Pop-Rock-SängerinBelinda

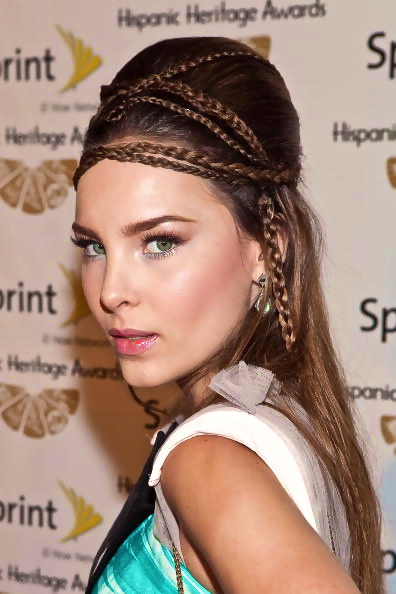
Belinda

- Belinelli, Marco (* 1986), italienischer Basketballspieler
- Belinfante, Daniël (* 1893), niederländischer Komponist
- Belinfante, Emmy (1875–1944), niederländische Journalistin und Frauenrechtlerin
- Belinfante, Frieda (1904–1995), niederländisch-amerikanische Cellistin, Dirigentin und Widerstandskämpferin
- Beling, Claus (* 1949), deutscher Fernsehjournalist und Redakteur
- Beling, Dmitri Jewstafjewitsch (1882–1949), russischer Hydrobiologe, Limnologe und Ichthyologe deutscher Herkunft
- Beling, Elisabeth (1595–1679), deutsche Stifterin
- Beling, Ernst von (1866–1932), deutscher Strafrechtswissenschaftler
- Beling, Maria (1913–1994), deutsche Opernsoubrette, Zwischenfachsängerin (Sopran) und Schauspielerin
- Beling, Oswald (1625–1646), deutscher Offizier
- Beling, Walter (1899–1988), deutscher KPD- und SED-Funktionär
- Belinga-Belinga, Jean-Félix (* 1956), kamerunischer Autor, Journalist und Pfarrer
- Bélingard, Jérémie (* 1975), französischer Balletttänzer
- Belingheri, Sofia (* 1995), italienische Snowboarderin
- Belinski, Wissarion Grigorjewitsch (1811–1848), russischer Literaturkritiker, Publizist, Linguist und Philosoph
- Belinski, Wladimir Alexejewitsch (* 1941), russischer theoretischer Physiker

### Belis
- Belis, Ernesto (* 1909), argentinischer Fußballspieler
- Belisar († 565), byzantinischer General und Feldherr des Kaisers Justinian I.Belisar († 565)

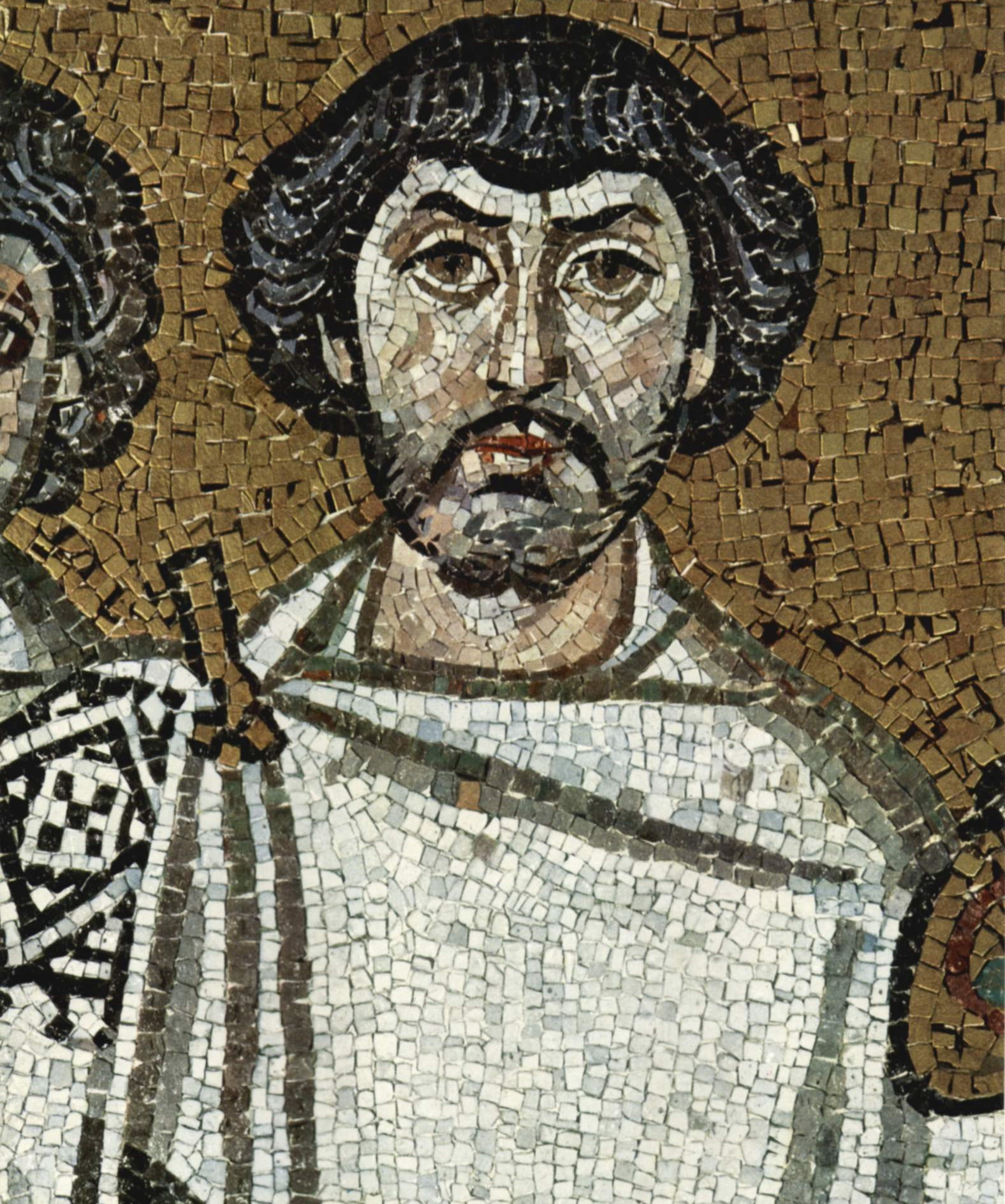
Belisar († 565)

- Belisario, Pedro J., venezolanischer Orchesterleiter
- Belishova, Liri (1923–2018), albanische kommunistische Politikerin
- Bélisle, Gilles (1923–1996), kanadischer römisch-katholischer Geistlicher, Weihbischof in Ottawa
- Belisle, Lindsay (* 1977), kanadische Ringerin
- Bélisle, Louis-Alexandre (1902–1985), kanadischer Journalist, Unternehmer, Romanist und Lexikograf
- Belisle, Polin (* 1966), belizisch-honduranischer Marathonläufer
- Belisle-Chi, Gregg (* 1990), kanadischer Jazzmusiker (Gitarre)
- Belissen, Laurent (1693–1762), französischer Komponist des Spätbarock

### Belit
- Belita (1923–2005), britische Eiskunstläuferin, Tänzerin und Schauspielerin
- Belitski, Natalia (* 1984), deutsche SchauspielerinNatalia Belitski (* 1984)

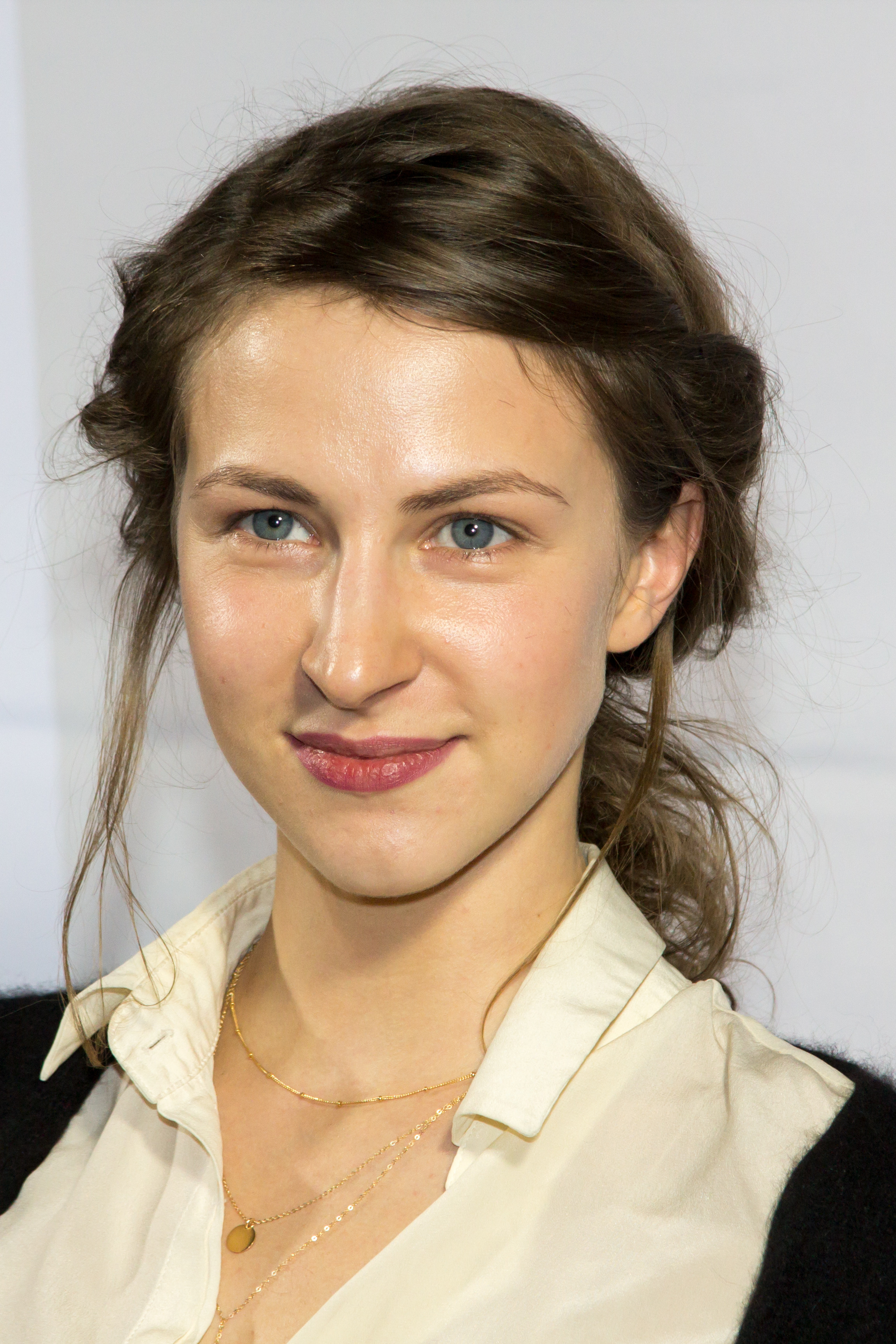
Natalia Belitski (* 1984)

- Belitz, Bettina (* 1973), deutsche Jugendbuchautorin und Journalistin
- Belitz, Franz (* 1881), deutscher Bankier und Manager
- Belitz, Georg (1698–1751), evangelischer Pfarrer und Schriftsteller
- Belitz, Gunther (* 1963), deutscher Leichtathlet, Goldmedaillengewinner der Paralympics
- Belitz, Hans-Dieter (1931–1993), deutscher Lebensmittelchemiker

### Beliv
- Béliveau, Arthur (1870–1955), kanadischer Geistlicher, römisch-katholischer Erzbischof von Saint-Boniface
- Béliveau, Jean (1931–2014), kanadischer Eishockeyspieler
- Béliveau, Juliette (1889–1975), kanadische Schauspielerin
- Béliveau, Richard (* 1953), kanadischer Molekularbiologe und Mediziner
- Béliveau, Sylvie (* 1963), kanadische Fußballtrainerin und Fußballfunktionärin

### Beliz
- Beliz-Geiman, Semjon Wiktorowitsch (* 1945), sowjetischer Schwimmer
- Bélizaire, Fritz, haitianischer Politiker
- Belizer, Wera Nikolajewna (1903–1983), sowjetische Ethnographin
- Belizer, Willy (* 1985), deutscher Volleyballspieler